# Pere Pous i Solà
Pere Pous i Solà (Centelles, Osona, 22 de gener de 1887 - Malla, Osona, 15 de setembre de 1936) fou un filòsof, liturgista i traductor català. També va ser Canonge lectoral de la catedral de Vic (1935).

## Biografia
Acabat el segon curs de filosofia al Seminari, passà a la Pontífica Universitat Gregoriana i a l’Institut Bíblic de Roma per cursar-hi filosofia, teologia i Sagrada Escriptura (1904-1913). En totes tres facultats obtingué el grau de doctor. La seva tesi a l’Insitut Bíblic per a obtenir el doctorat en Sagrada Escriptura va ser El Sentido Mesánico o la Reserva de Jesús en su manifestación mesiánica según los Santos Evangelios (publicada en Revista Española de Estudios Bíblicos). Al final de la seva estada a Roma participà en el viatge d’estudis a Terra Santa.
Fruit d’aquesta estada serà la direcció i la publicació, uns quants anys més tard, de la col·lecció vers l'Orient. Els llocs de la infància de Jesús (Opuscles divulgadors que mostren diversos països bíblics, publicats pel Foment de Pietat Cristiana, a Barcelona, durant 1921: Pous hi va escriure sobre Efipte, Natzaret, i Betlem). De retorn a Vic va ser nomenat professor del Seminari, on des de 1914 fins a 1936 ensenyà hermenèutica sagrada (1914-1917), introducció general a la Sagrada Escriptura (1915-1936), grec (1915-1928), exegesi bíblica (1917-1924) i introducció bíblica (1926-1928). En 1927 obtingué el vicerectorat del Seminari i una canongia a la catedral de Vic, que al cap de vuit anys es revestí amb la dignitat de lectoral. Publicà articles en diverses revistes, com ara <Verbum Domini> o <Analecta Sacra Tarraconensia>, i participà com a assessor en l'editorial barcelonina Foment de Pietat Catalana. Per a aquesta editorial va traduir Els Psalms (1931), i per acompanyar-los donà a la impremta L’Ofici litúrgic. Sumàri dels Psalms i Càntics del Breviari Romà (Foment de Pietat Catalana, 1931). Quatre anys més tard, i també per al Foment, traduí el llibre d’Isaïes (1935).